# 시무시루군

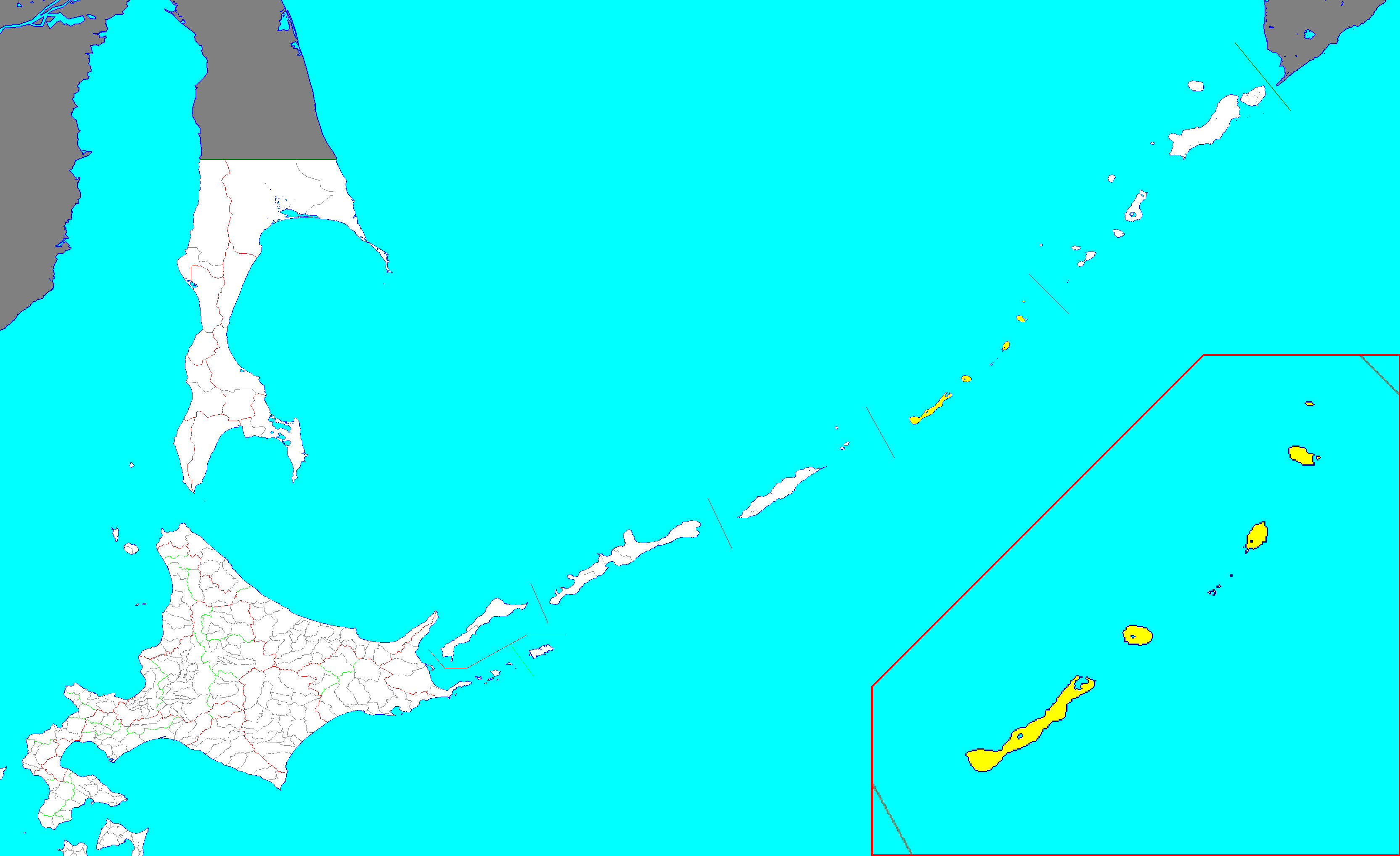
홋카이도 시무시루 군의 위치

시무시루군 또는 신시루군(일본어: 新知郡, しむしるぐん／しんしるぐん)은 홋카이도(지시마국) 네무로 지청에 있었던 군이다. 1875년 11월에 상트페테르부르크 조약에 의해서 일본령이 되었고 지시마국에 설치된 것이 시작이었다. 1945년 8월에 소비에트 연방이 점령했다. 쿠릴 열도 중부를 관할했었다.

## 역사
- 1945년 8월: 소비에트 연방에 의해 점령된다.
- 1952년 4월 28일: 샌프란시스코 강화 조약에 의해 일본은 영유권을 포기한다.

## 관할
괄호안은 일본 명칭이다.
- 라이코케섬(라이코케섬)
- 마투아섬(마쓰와섬)
- 라스슈아섬(라쇼와섬 또는 라슈와섬 또는 라스쓰아섬)
- 스레드네고섬(스리데 암)
- 우시시르섬(우시시루섬)
- 케토이섬(게토이섬)
- 시무시르섬(시무시루섬 또는 신시루섬)